# Aeropuerto Internacional de Glasgow
El Aeropuerto Internacional de Glasgow (en inglés, Glasgow International Airport, en gaélico escocés Port-adhair Eadar-nàiseanail Glaschu), con código IATA GLA e ICAO EGPF (anteriormente conocido como Aeropuerto de Glasgow Abbotsinch o Glasgow Abbotsinch Airport) se sitúa a 13 km al oeste de la ciudad de Glasgow, cerca de Paisley y Renfrew, en Escocia.

## Características
En 2007, el aeropuerto transportó a 8.795.727 pasajeros, lo que lo convierte en el segundo más utilizado de Escocia, después de la terminal de Edimburgo, siendo el octavo  más concurrido del Reino Unido. Además, fue el primer aeropuerto de Escocia en transportar a más de un millón de pasajeros en un solo mes, en julio de 2004. Existen planes de ampliación del aeropuerto, gracias a los cuales se espera un tráfico aproximado de unos 24 millones de viajeros por año en el 2030.
El aeropuerto es propiedad de la compañía BAA Limited, la cual controla otros seis aeropuertos del Reino Unido. Este aeropuerto sirve de base para as compañías Loganair, easyJet y Flyglobespan, y también contiene instalaciones de mantenimiento de British Airways.
En Glasgow existe otro aeropuerto denominado Aeropuerto de Glasgow Prestwick, situado a unos 46 km del centro de la ciudad, y que alberga principalmente a aerolíneas de bajo costo.

## Historia
La historia del actual aeropuerto de Glasgow se remonta a 1932, cuando el Escuadrón 602 de la Royal Air Force británica se trasladó desde su base original en Renfrew a esta nueva ubicación en Abbotsinch, entre dos ramas del Río Cart, cerca de Paisley en Renfrewshire. Esta estación no se convirtió en base fija de la RAF hasta el 1 de julio de 1936 cuando se instalaron en ella seis grupos auxiliares de bombarderos. En 1940 se formó una unidad de entrenamiento de torpedos, para formar a miembros de la RAF y de la Marina Real Británica. El 11 de agosto de 1943 Abbotsinch fue traspasado en exclusiva a la Marina, que la abandonó veinte años más tarde, en octubre de 1963.
En los años 60, las autoridades de Glasgow decidieron que la ciudad necesitaba un aeropuerto. Su ubicación original se estableció a unos 3 km al este de Abbotsinch, en lo que ahora es el área de Dean Park en Renfrew. La terminal original, de estilo Art decó, no se ha conservado.
Abbotsinch sustituyó a Renfrew como sede del aeropuerto el 2 de mayo de 1966. Fue un cambio polémico, ya que el Gobierno del Reino Unido había invertido ya millones de libras en remodelar el Aeropuerto de Glasgow Prestwick, más preparado para la "era de los jets". En cualquier caso, el plan siguió adelante y el nuevo aeropuerto, diseñado por Basil Spence, se construyó con un coste de 4,2 millones de libras. El primer vuelo comercial del nuevo aeropuerto, un vuelo de la British European Airways desde Edimburgo, atterizó el 2 de mayo de 1966. La inauguración oficial tuvo lugar l 27 de junio de 1966, y corrió a cargo de la reina Isabel II del Reino Unido. La pugna entre el Aeropuerto Internacional de Glasgow y el Aeropuerto de Glasgow Prestwick continuó abierta, ya que se concedió a Prestwick el monopolio de los vuelos trasatlánticos, mientras que a Glasgow solo se le permitió gestionar vuelos internos y hacia destinos europeos.

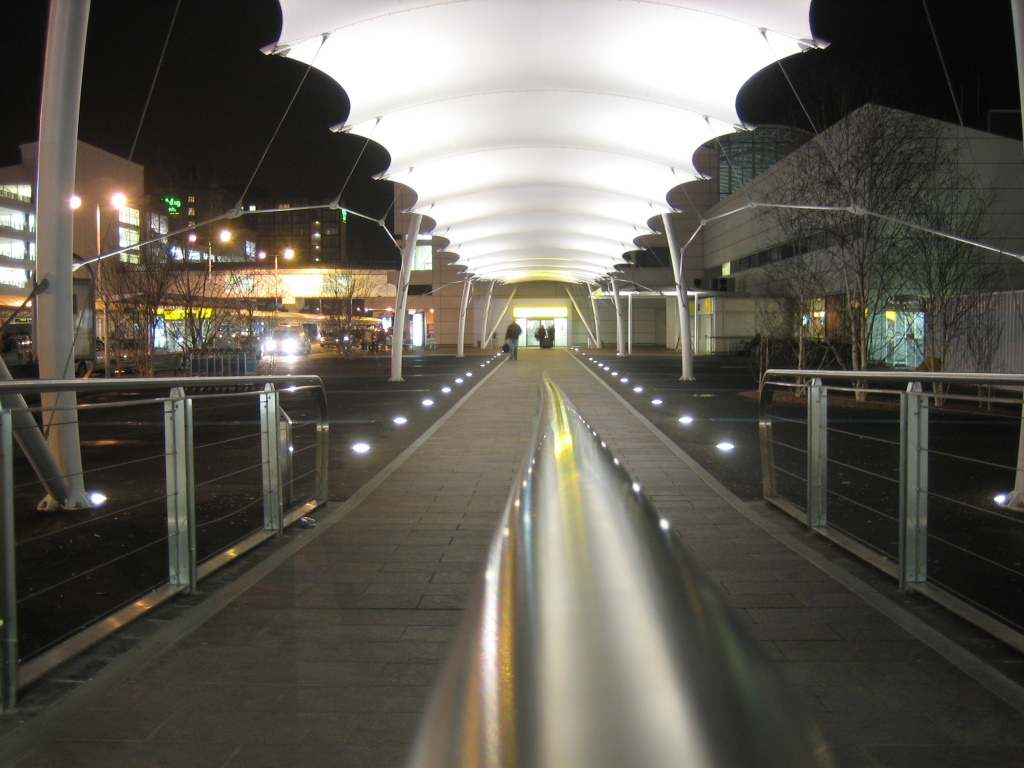
Pasarela entre las dos terminales.

En 1975 la BAA pasó a controlar el aeropuerto y, cuando esta compañía fue privatizada a finales de los años 80, transformándose en BAA Limited, decidió vender Prestwick y conservar solo el Aeropuerto de Glasgow. Esto provocó que las grandes compañías trasatlánticas también se trasladasen, de forma que el Aeropuerto de Glasgow se renombró como Glasgow International Airport o Aeropuerto Internacional de Glasgow. 
En 1989, el aeropuerto acometió un amplio proceso de reformas y mejoras: se creó una nueva terminal alrededor del antiguo edificio diseñado por Basil Spence, se aumentó el número de puertas de embarque hasta 38, y su capacidad ascendió hasta los nueve millones de pasajeros por año. En 2003, BAA completó la remodelación del antiguo "St. Andrews Building" para transformarlo en una nueva terminal, conocida como "T2", destinada a albergar aerolíneas de bajo coste, principalmente easyJet y MyTravel Airways (ahora Thomas Cook Airlines).

## Actualidad

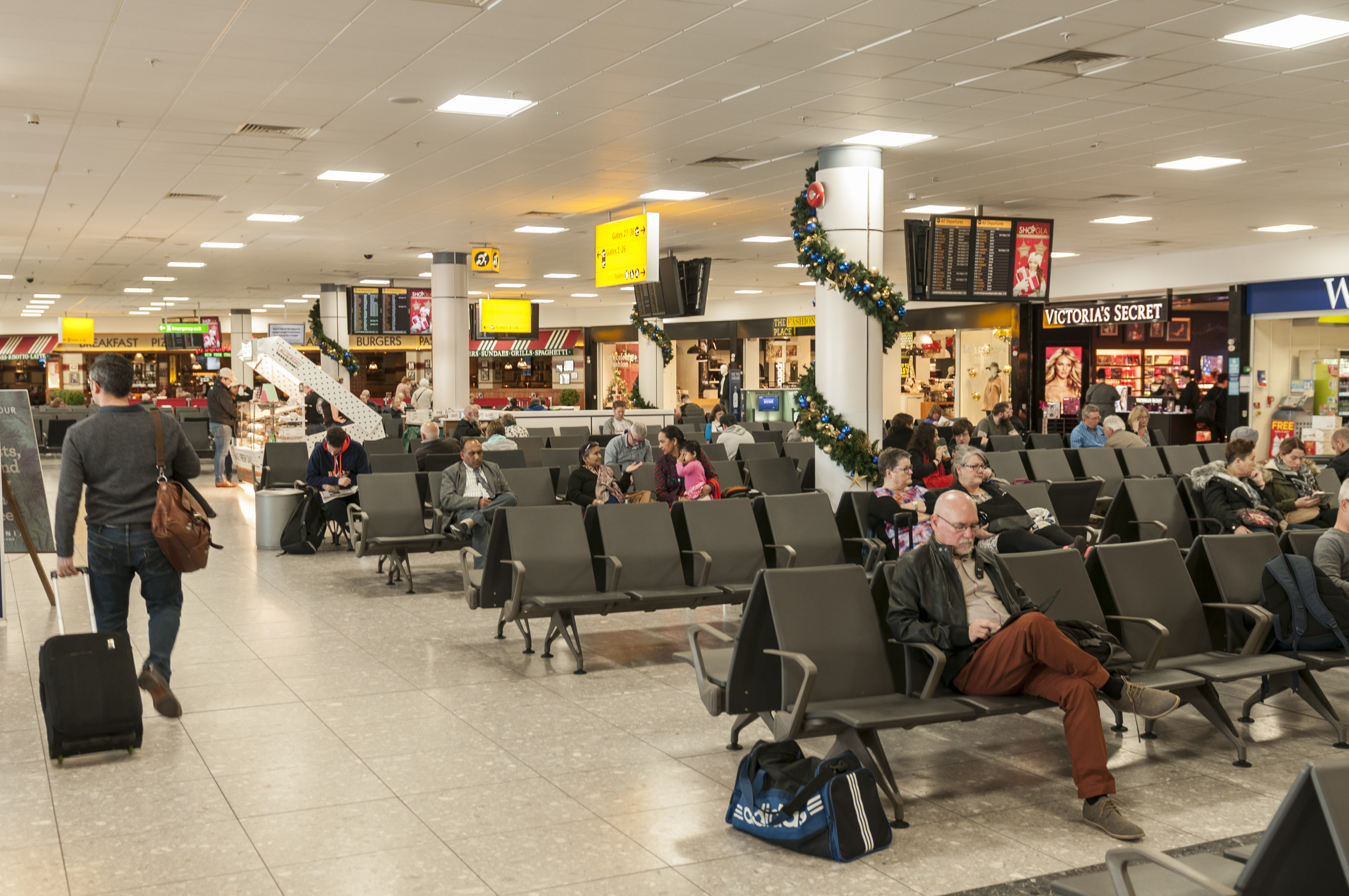
Interior de una de las terminales en noviembre de 2016

La terminal principal del Aeropuerto Internacional de Glasgow tiene tres secciones: Oeste, Central y Este:
- La sección central, que forma parte del edificio original de 1966, se utiliza ahora para vuelos de cabotaje. British Airways se encuentra alojada en la extensión de 1971 en uno de los extremos.
- La sección este, construida a mediados de los años 70, se empleó originalmente para vuelos internacionales, pero en los últimos años ha sido rediseñada para acoger a easyJet y Loganair, así como algunos vuelos chárter. Los vuelos a Irlanda o Irlanda del Norte, incluidos los de Aer Lingus, también salen de esta sección.
- La sección oeste, construida como parte del proyecto de ampliación de 1989, es el principal punto de despegue de vuelos internacionales, y por ello sus puertas de embarque son capaces de dar servicio a las aeronaves más grandes (los Boeing 747 y Boeing 777).

## Planes para el futuro
El crecimiento del aeropuerto en el futuro está condicionado por su ubicación, ya que está constreñido por la autopista M8 hacia el sur, el pueblo de Renfrew al este y el Río Clyde hacia el norte. En la actualidad, las localidades de Clydebank, Bearsden y Linwood se sitúan directamente bajo las trayectorias de aproximación al aeropuerto, lo que significa que un aumento del tráfico aéreo podría provocar protestas en la zona. Además, Glasgow International también se enfrenta a la feroz competencia de su adversario de siempre, el Aeropuerto de Glasgow Prestwick, que ha logrado "reinventarse" como base barata para compañías aéreas de bajo coste, y que además está conectado con el centro de Glasgow por ren. Sin embargo, el Gobierno de Escocia ha anunciado que una nueva línea de tren unirá también el Aeropuerto Internacional de Glasgow con el centro de la ciudad a finales de 2009 o comienzos del 2010.
En 2005 BAA Limited publicó una serie de propuestas de mejora del aeropuerto, que incluyen la construcción de una segunda pista paralela hacia el noroeste de la actual pista 05/23; la ampliación de la sección este del aeropuerto (la destinada a compañías de bajo coste) o la construcción de una terminal internacional adicional, al oeste de la que ya existe. También existen planes para construir una nueva estación de tren, y un nuevo párking para vehículos.

## Aerolíneas y destinos

### Destinos nacionales
| Ciudades                                     | Nombre del aeropuerto                    | Aerolíneas | Aeronaves | Frecuencias semanales |
| -------------------------------------------- | ---------------------------------------- | ---------- | --------- | --------------------- |
| Barra                                        | Aeropuerto de Barra                      | Loganair   |           |                       |
| Benbecula                                    | Aeropuerto de Benbecula                  | Loganair   |           |                       |
| Bristol                                      | Aeropuerto Internacional de Bristol      | easyJet    | A3xx      |                       |
| Campbeltown                                  | Aeropuerto de Campbeltown                | Loganair   |           |                       |
| Derry                                        | Aeropuerto de la Ciudad de Derry         | Loganair   |           |                       |
| Donegal                                      | Aeropuerto de Donegal                    | Loganair   |           |                       |
| Islay                                        | Aeropuerto de Islay                      | Loganair   |           |                       |
| Kirkwall                                     | Aeropuerto de Kirkwall                   | Loganair   |           |                       |
| Londres                                      |                                          |            |           |                       |
| Aeropuerto de la Ciudad de Londres           | British Airways operado por BA Cityflyer | E-190      |           |                       |
| Aeropuerto de Londres-Gatwick                | British Airways easyJet                  | A3xx       |           |                       |
| Aeropuerto Internacional de Londres-Heathrow | British Airways                          | A3xx       |           |                       |
| Aeropuerto de Londres-Luton                  | easyJet                                  | A3xx       |           |                       |
| Aeropuerto de Londres-Southend               | Loganair                                 |            |           |                       |
| Aeropuerto de Londres-Stansted               | easyJet                                  | A3xx       |           |                       |
| Stornoway                                    | Aeropuerto de Stornoway                  | Loganair   |           |                       |
| Tiree                                        | Aeropuerto de Tiree                      | Loganair   |           |                       |

### Destinos internacionales
| Ciudades por países | Nombre del aeropuerto                                   | Aerolíneas                                                                                               | Aeronaves  | Frecuencias semanales |        |
| África              | África                                                  | África                                                                                                   | África     | África                | África |
| ------------------- | ------------------------------------------------------- | --- | ---------- | --------------------- | ------ |
| Túnez               |                                                         | |            |                       |        |
| Enfidha             | Aeropuerto Internacional de Enfidha-Hammamet            | TUI Airways                                                                                              | B7x7       |                       |        |
| Norteamérica        |                                                         | |            |                       |        |
| Canadá              |                                                         | |            |                       |        |
| Toronto             | Aeropuerto Internacional de Toronto-Pearson             | Air Transat                                                                                              | A3xx       |                       |        |
| Estados Unidos      |                                                         | |            |                       |        |
| Orlando             | Aeropuerto Internacional de Orlando-Melbourne           | TUI Airways (Estacional)                                                                                 | B7x7       |                       |        |
| México              |                                                         | |            |                       |        |
| Cancún              | Aeropuerto Internacional de Cancún                      | TUI Airways (Estacional)                                                                                 | B7x7       |                       |        |
| Asia                |                                                         | |            |                       |        |
| Chipre              |                                                         | |            |                       |        |
| Lárnaca             | Aeropuerto Internacional de Lárnaca                     | Jet2.com (Estacional) TUI Airways (Estacional)                                                           | B7x7       |                       |        |
| Pafos               | Aeropuerto Internacional de Pafos                       | Jet2.com (Estacional) TUI Airways (Estacional)                                                           | B7x7       |                       |        |
| EAU                 |                                                         | |            |                       |        |
| Dubái               | Aeropuerto Internacional de Dubái                       | Emirates                                                                                                 |            |                       |        |
| Turquía             |                                                         | |            |                       |        |
| Bodrum              | Aeropuerto de Milas-Bodrum                              | Jet2.com (Estacional)                                                                                    |            |                       |        |
| Dalaman             | Aeropuerto de Dalaman                                   | Jet2.com (Estacional) TUI Airways (Estacional)                                                           | B7x7       |                       |        |
| Esmirna             | Aeropuerto de Esmirna-Adnan Menderes                    | Jet2.com                                                                                                 |            |                       |        |
| Europa              |                                                         | |            |                       |        |
| Alemania            |                                                         | |            |                       |        |
| Berlín              | Aeropuerto de Berlín-Schönefeld                         | easyJet Jet2.com (Estacional)                                                                            | A3xx       |                       |        |
| Düsseldorf          | Aeropuerto Internacional de Düsseldorf                  | Eurowings                                                                                                |            |                       |        |
| Múnich              | Aeropuerto Internacional de Múnich-Franz Josef Strauss  | Lufthansa                                                                                                |            |                       |        |
| Frankfurt           | Aeropuerto Internacional de Frankfurt                   | Lufthansa                                                                                                |            |                       |        |
| Austria             |                                                         | |            |                       |        |
| Salzburgo           | Aeropuerto de Salzburgo                                 | British Airways (Chárter Estacional) TUI Airways (Estacional)                                            | B7x7       |                       |        |
| Viena               | Aeropuerto de Viena-Schwechat                           | Jet2.com (Estacional)                                                                                    |            |                       |        |
| Bulgaria            |                                                         | |            |                       |        |
| Burgas              | Aeropuerto de Burgas                                    | Jet2.com TUI Airways (Estacional)                                                                        | B7x7       |                       |        |
| Croacia             |                                                         | |            |                       |        |
| Dubrovnik           | Aeropuerto de Dubrovnik                                 | Jet2.com (Estacional) TUI Airways (Estacional)                                                           | B7x7       |                       |        |
| Split               | Aeropuerto de Split                                     | easyJet (Estacional)                                                                                     | A3xx       |                       |        |
| España              |                                                         | |            |                       |        |
| Alicante            | Aeropuerto de Alicante-Elche                            | easyJet Jet2.com TUI Airways                                                                             | A3xx B7x7  |                       |        |
| Almería             | Aeropuerto de Almería                                   | Jet2.com (Estacional)                                                                                    |            |                       |        |
| Barcelona           | Aeropuerto Internacional de Barcelona                   | British Airways (Chárter Estacional) Jet2.com (Estacional)                                               |            |                       |        |
| Fuerteventura       | Aeropuerto de Fuerteventura                             | Jet2.com                                                                                                 |            |                       |        |
| Gerona              | Aeropuerto de Gerona                                    | Jet2.com (Estacional)                                                                                    |            |                       |        |
| Gran Canaria        | Aeropuerto de Gran Canaria                              | Jet2.com                                                                                                 |            |                       |        |
| Lanzarote           | Aeropuerto de Lanzarote                                 | Jet2.com TUI Airways                                                                                     | B7x7       |                       |        |
| Málaga              | Aeropuerto de Málaga-Costa del Sol                      | British Airways (Chárter Estacional) easyJet Jet2.com (Estacional) TUI Airways (Estacional)              | A3xx B7x7  |                       |        |
| Menorca             | Aeropuerto de Menorca                                   | British Airways (Chárter Estacional) Jet2.com (Estacional) TUI Airways (Estacional)                      | B7x7       |                       |        |
| Palma de Mallorca   | Aeropuerto de Palma de Mallorca                         | British Airways (Chárter Estacional) easyJet (Estacional) Jet2.com (Estacional) TUI Airways (Estacional) | A3xx B7x7  |                       |        |
| Reus                | Aeropuerto de Reus                                      | British Airways (Chárter Estacional) TUI Airways (Estacional)                                            | B7x7       |                       |        |
| Tenerife Sur        | Aeropuerto de Tenerife Sur                              | Jet2.com TUI Airways                                                                                     | B7x7       |                       |        |
| Hungría             |                                                         | |            |                       |        |
| Budapest            | Aeropuerto de Budapest-Ferenc Liszt                     | Wizz Air (Finaliza el 26 de octubre de 2025)                                                             | A32x       |                       |        |
| Italia              |                                                         | |            |                       |        |
| Milán               | Aeropuerto de Milán-Malpensa                            | easyJet (Estacional)                                                                                     | A3xx       |                       |        |
| Nápoles             | Aeropuerto de Nápoles-Capodichino                       | Jet2.com TUI Airways (Estacional)                                                                        | B7x7       |                       |        |
| Roma                | Aeropuerto de Roma-Fiumicino                            | Jet2.com                                                                                                 |            |                       |        |
| Venecia             | Aeropuerto Internacional Marco Polo                     | British Airways (Chárter Estacional)                                                                     |            |                       |        |
| Verona              | Aeropuerto de Verona-Villafranca                        | TUI Airways (Estacional)                                                                                 | B7x7       |                       |        |
| Irlanda             |                                                         | |            |                       |        |
| Cork                | Aeropuerto de Cork                                      | Aer Lingus Regional operado por Emerald Airlines                                                         | ATR 72-600 |                       |        |
| Dublín              | Aeropuerto Internacional de Dublín                      | Aer Lingus Regional operado por Emerald Airlines                                                         | ATR 72-600 |                       |        |
| Irlanda del Norte   |                                                         | |            |                       |        |
| Belfast             | Aeropuerto Internacional de Belfast                     | easyJet                                                                                                  | A3xx       |                       |        |
| Islandia            |                                                         | |            |                       |        |
| Reykiavik           | Aeropuerto Internacional de Keflavik                    | Icelandair                                                                                               | B7x7       |                       |        |
| Jersey              |                                                         | |            |                       |        |
| Jersey              | Aeropuerto de Jersey                                    | easyJet                                                                                                  | A3xx       |                       |        |
| Francia             |                                                         | |            |                       |        |
| Burdeos             | Aeropuerto de Burdeos-Mérignac                          | easyJet (Estacional)                                                                                     | A3xx       |                       |        |
| Grenoble            | Aeropuerto de Grenoble-Isère                            | Jet2.com (Estacional)                                                                                    |            |                       |        |
| Marsella            | Aeropuerto de Marsella-Provenza                         | easyJet (Estacional)                                                                                     | A3xx       |                       |        |
| París               | Aeropuerto Internacional Charles de Gaulle              | easyJet                                                                                                  | A3xx       |                       |        |
| Grecia              |                                                         | |            |                       |        |
| Cefalonia           | Aeropuerto Internacional de Cefalonia                   | Jet2.com (Estacional)                                                                                    |            |                       |        |
| Corfú               | Aeropuerto Internacional de Corfú-Ioannis Kapodistrias  | Jet2.com (Estacional) TUI Airways (Estacional)                                                           | B7x7       |                       |        |
| Heraclión           | Aeropuerto Internacional de Heraclión Nikos Kazantzakis | Jet2.com (Estacional) TUI Airways (Estacional)                                                           | B7x7       |                       |        |
| Kos                 | Aeropuerto Internacional de Kos-Hipócrates              | easyJet (Estacional) Jet2.com                                                                            | A3xx       |                       |        |
| Rodas               | Aeropuerto Internacional de Rodas-Diágoras              | Jet2.com (Estacional) TUI Airways (Estacional)                                                           | B7x7       |                       |        |
| Tesalónica          | Aeropuerto Internacional Macedonia                      | Jet2.com (Estacional)                                                                                    |            |                       |        |
| Zante               | Aeropuerto Internacional de Zante                       | Jet2.com (Estacional) TUI Airways (Estacional)                                                           | B7x7       |                       |        |
| Malta               |                                                         | |            |                       |        |
| Malta               | Aeropuerto Internacional de Malta                       | Jet2.com (Estacional)                                                                                    |            |                       |        |
| Noruega             |                                                         | |            |                       |        |
| Bergen              | Aeropuerto de Bergen-Flesland                           | Loganair                                                                                                 |            |                       |        |
| Países Bajos        |                                                         | |            |                       |        |
| Ámsterdam           | Aeropuerto de Ámsterdam-Schipol                         | easyJet KLM                                                                                              | A3xx       |                       |        |
| Polonia             |                                                         | |            |                       |        |
| Katowice            | Aeropuerto Internacional de Katowice                    | Wizz Air                                                                                                 | A32x       |                       |        |
| Portugal            |                                                         | |            |                       |        |
| Faro                | Aeropuerto de Faro                                      | British Airways (Chárter Estacional) easyJet Jet2.com (Estacional)                                       | A3xx       |                       |        |
| Funchal             | Aeropuerto de Funchal                                   | Jet2.com                                                                                                 |            |                       |        |
| República Checa     |                                                         | |            |                       |        |
| Praga               | Aeropuerto Internacional de Ruzyně                      | Jet2.com (Estacional)                                                                                    |            |                       |        |
| Suiza               |                                                         | |            |                       |        |
| Ginebra             | Aeropuerto Internacional de Ginebra                     | easyJet (Estacional) Jet2.com (Estacional)                                                               | A3xx       |                       |        |

## Estadísticas

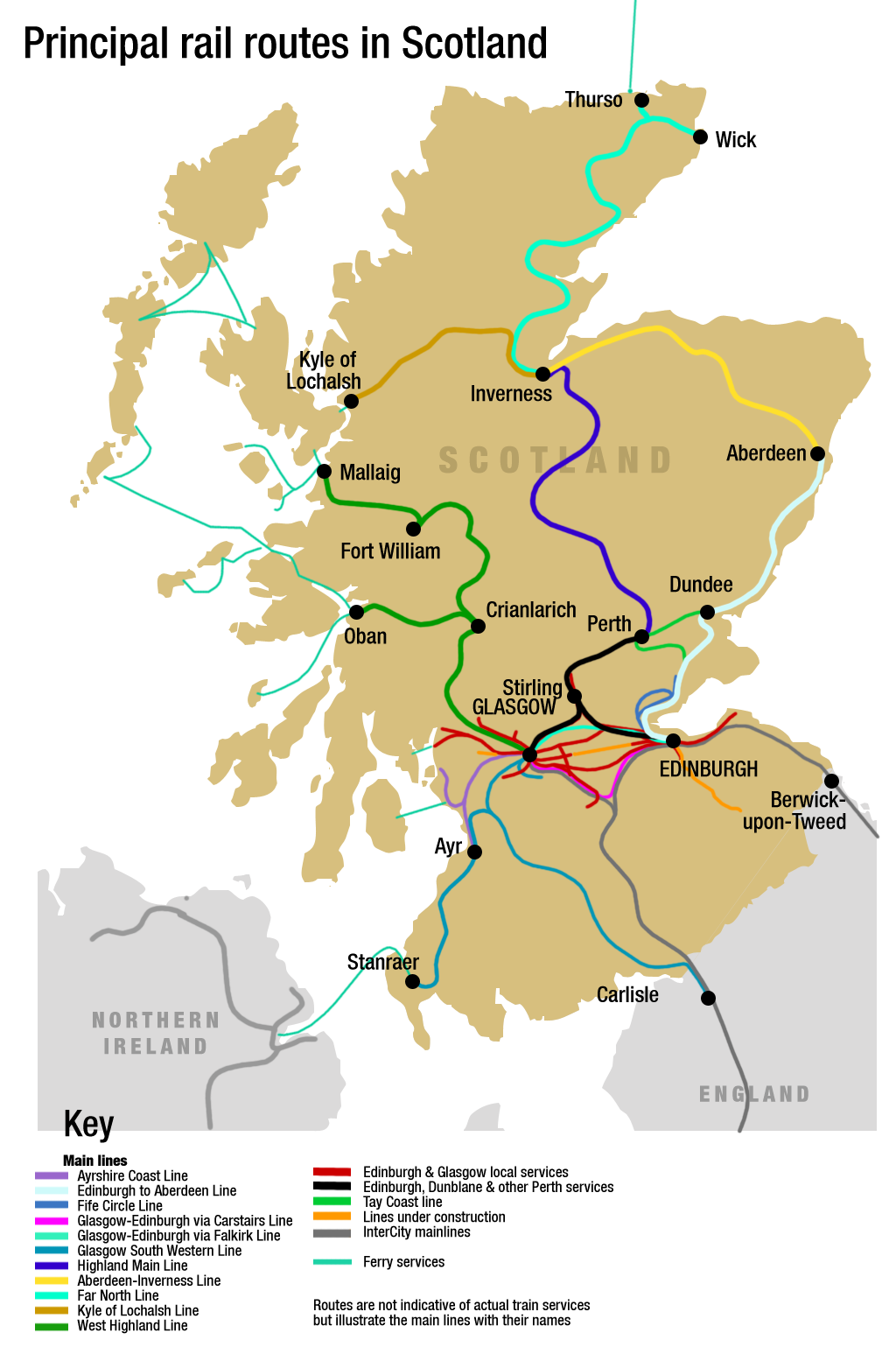
Un servicio de bus conecta con ScotRail.

Ver fuente y consulta Wikidata.

## Accidentes e incidentes
- El 3 de septiembre de 1999, un Cessna 404 ocupado por 9 tripulantes en vuelo de tránsito entre Glasgow y Aberdeen se estrelló a los pocos minutos del despegue cerca de la ciudad de Linwood, en Renfrewshire. Nueve personas murieron y tres quedaron gravemente heridas. Una investigación posterior determinó que el accidente se debió a un fallo en uno de los motores producido tras el despegue. Aunque el capitán identificó el problema y decidió volver al aeropuerto de origen, confundió el motor averiado y apagó el que todavía funcionaba, provocando el choque del aeroplano.
- El 30 de junio de 2007, un día después del intento de atentado fallido en Londres, un Jeep Cherokee en llamas fue lanzado contra la entrada de la terminal 1 del aeropuerto. Dos hombres, uno de ellos también en llamas, huyeron del vehículo, y fueron retenidos por oficiales de policía, miembros de la seguridad del aeropuerto y diversos testigos. Uno de los terroristas murió al día siguiente a consecuencia de las quemaduras sufridas durante el ataque. (Véase Ataque al Aeropuerto Internacional de Glasgow)
- El 18 de septiembre de 2007, un Boeing 777 de la compañía Emirates, mientras rodaba en dirección a la pista 23 se salió de la pista y se quedó encallado en la hierba. El avión debió ser evacuado, y todo el peso adicional, equipajes incluidos, desembarcado antes de que el avión pudiera ser recolocado sobre la pista. Debido a la configuración del aeropuerto de Glasgow, este incidente obligó a paralizar toda la actividad aérea, y varios vuelos tuvieron que ser desviados al cercano Aeropuerto de Glasgow Prestwick.